# Fernando Navarro Corbacho
Fernando Navarro Corbacho, más conocido como Fernando Navarro, (Barcelona, 25 de junio de 1982) es un exfutbolista español que jugaba de lateral izquierdo.

## Trayectoria
Fernando Navarro se formó en las categorías inferiores del F. C. Barcelona, donde ingresó a los 10 años procedente del Club de Fútbol Trajana. Con 19 años, cuando aún jugaba en el F. C. Barcelona B, el técnico del primer equipo, Charly Rexach, le hizo debutar en Primera División. Fue el 6 de octubre de 2001, en Riazor contra el Deportivo de La Coruña. En total, ese año fue alineado en tres partidos oficiales con el primer equipo.
En la temporada 2002-03, el nuevo técnico Louis van Gaal apostó por él y le dio una ficha en el primer equipo para cubrir la baja en el lateral izquierdo de Sergi Barjuán, que había fichado por el Atlético de Madrid. Fernando Navarro se consolidó como fijo en el once titular durante la primera vuelta de la temporada,  hasta que el 15 de diciembre se lesionó gravemente en un partido contra el Sevilla F. C..
La lesión en la rodilla izquierda, rotura del ligamiento cruzado anterior con una rotura asociada al menisco externo, le mantuvo alejado de los terrenos de juego prácticamente un año y frenó en seco su progresión. Volvió a la actividad a mediados de la temporada 2003-04, siendo cedido en el mercado de invierno a otro equipo de Primera División, el Albacete Balompié, para adquirir rodaje.
La temporada 2004-05 regresó al Barcelona, donde conquistó la liga, aunque sin apenas entrar en los planes del técnico Frank Rijkaard.
La temporada 2005-06 fue cedido al R. C. D. Mallorca, donde se afianzó como titular, por lo que el club balear decidió contratarlo al término de la campaña, firmando por dos años más su contrato. En estos dos años su nivel siguió alto, por lo que fue llamado para disputar la Eurocopa de 2008 con la selección española absoluta con la que se proclamó campeón de dicho torneo. En su estancia en la capital mallorquina jugó un total de 106 partidos en los que anotó 2 goles.
En verano de 2008 fue traspasado al Sevilla F. C.. El club hispalense pagó por el 60 % del pase del jugador, que pertenecía al R. C. D. Mallorca, 4,7 millones de euros. El 40 % restante pertenecía al F. C. Barcelona y al propio jugador. Él era la primera opción en sus dos primeras temporadas para el lateral izquierdo, clasificando el club tercero y cuarto respectivamente, pero en las que vio un total de 26 tarjetas amarillas. En las campañas siguientes, sin ningún competidor real en su posición, Navarro continuó siendo titular indiscutible en el Sevilla.
El 19 de mayo de 2010 se proclamó campeón de la Copa del Rey con los de Nervión tras ganar por 2-0 al Atlético de Madrid en el Camp Nou. El 26 de octubre de 2011 fue renovado su contrato, que expiraba en junio de 2013, por otros tres años. En el mes anterior, se vio involucrado en un incidente en un partido en casa contra el Valencia C. F..
Desde el año 2013, después de la aparición de la joven promesa Alberto Moreno, Navarro apareció en varios partidos como defensa central. El 14 de mayo de 2014 se proclamó campeón de la UEFA Europa League tras vencer en el Juventus Stadium por 4-2 en la tanda de penaltis (0-0 en el partido) al S. L. Benfica.
El 27 de mayo de 2015 volvió a ganar una segunda UEFA Europa League tras vencer 2-3 al Dnipro, siendo el capitán encargado de levantar la copa.
El 19 de junio de 2015 se hizo oficial su fichaje por el Real Club Deportivo de La Coruña tras la rescisión de contrato con el Sevilla F. C..
El 6 de septiembre de 2018 anunció que ponía punto final a su carrera deportiva.
El 16 de mayo de 2019 se hizo oficial su vuelta al conjunto hispalense para trabajar en la dirección deportiva del club.

## Selección nacional
Fue internacional con la selección sub-21 de España y también jugó con la selección de fútbol de Cataluña.
El 17 de mayo de 2008 fue convocado para la Eurocopa de dicho año con la selección española absoluta. Debutó el 4 de junio de 2008 en el partido amistoso contra Estados Unidos y el 18 del mismo mes jugó su primer y único partido oficial, el de tercera jornada de la fase de grupos ante Grecia.

### Participaciones en Eurocopas
| Eurocopa      | Sede            | Resultado |
| ------------- | --------------- | --------- |
| Eurocopa 2008 | Austria y Suiza | Campeón   |

## Clubes
| Club                   | País   | Año       |
| ---------------------- | ------ | --------- |
| F. C. Barcelona "B"    | España | 2000-2004 |
| F. C. Barcelona        | España | 2004-2006 |
| Albacete Balompié      | España | 2004      |
| R. C. D. Mallorca      | España | 2005-2008 |
| Sevilla F. C.          | España | 2008-2015 |
| Deportivo de La Coruña | España | 2015-2018 |

## Estadísticas
Actualizado al final de la carrera deportiva.
| Part. | Goles         | Part.         | Goles | Part. | Goles | Part. | Goles |     |     |   |
| F. C. Barcelona "B" · España |               |               |       |       |       |       |       |     |     |   |
| 2.ª B | 2000-01       | 25            | 0     | -     | -     | -     | -     | 25  | 0   |   |
| 2.ª B | 2001-02       | 32            | 0     | 6     | 0     | -     | -     | 38  | 0   |   |
| 2.ª B | 2003-04       | 8             | 0     | -     | -     | -     | -     | 8   | 0   |   |
| Total club | Total club    | 65            | 0     | 6     | 0     | -     | -     | 71  | 0   |   |
| F. C. Barcelona · España |               |               |       |       |       |       |       |     |     |   |
| 1.ª | 2000-01       | 0             | 0     | 0     | 0     | 0     | 0     | 0   | 0   |   |
| 1.ª | 2001-02       | 3             | 0     | 1     | 0     | 0     | 0     | 4   | 0   |   |
| 1.ª | 2002-03       | 13            | 1     | 1     | 0     | 9     | 0     | 23  | 1   |   |
| 1.ª | 2003-04       | 0             | 0     | 0     | 0     | 0     | 0     | 0   | 0   |   |
| 1.ª | 2004-05       | 5             | 0     | 1     | 0     | 2     | 0     | 8   | 0   |   |
| Total club | Total club    | 21            | 1     | 3     | 0     | 11    | 0     | 35  | 1   |   |
| Albacete Balompié · España |               |               |       |       |       |       |       |     |     |   |
| 1.ª | 2003-04       | 7             | 0     | 0     | 0     | -     | -     | 7   | 0   |   |
| Total club | Total club    | 7             | 0     | 0     | 0     | -     | -     | 7   | 0   |   |
| R. C. D. Mallorca · España |               |               |       |       |       |       |       |     |     |   |
| 1.ª | 2005-06       | 33            | 1     | 1     | 0     | -     | -     | 34  | 1   |   |
| 1.ª | 2006-07       | 37            | 1     | 2     | 0     | -     | -     | 39  | 1   |   |
| 1.ª | 2007-08       | 36            | 0     | 6     | 0     | -     | -     | 42  | 0   |   |
| Total club | Total club    | 106           | 2     | 9     | 0     | -     | -     | 115 | 2   |   |
| Sevilla F. C. · España |               |               |       |       |       |       |       |     |     |   |
| 1.ª | 2008-09       | 31            | 0     | 8     | 0     | 5     | 0     | 44  | 0   |   |
| 1.ª | 2009-10       | 29            | 0     | 6     | 0     | 8     | 0     | 43  | 0   |   |
| 1.ª | 2010-11       | 30            | 0     | 7     | 0     | 7     | 0     | 44  | 0   |   |
| 1.ª | 2011-12       | 35            | 0     | 2     | 0     | 2     | 0     | 39  | 0   |   |
| 1.ª | 2012-13       | 35            | 0     | 6     | 0     | -     | -     | 41  | 0   |   |
| 1.ª | 2013-14       | 24            | 0     | 2     | 0     | 13    | 0     | 39  | 0   |   |
| 1.ª | 2014-15       | 19            | 0     | 6     | 0     | 7     | 0     | 32  | 0   |   |
| Total club | Total club    | 203           | 0     | 37    | 0     | 42    | 0     | 282 | 0   |   |
| Deportivo de La Coruña · España |               |               |       |       |       |       |       |     |     |   |
| 1.ª | 2015-16       | 35            | 0     | 0     | 0     | -     | -     | 35  | 0   |   |
| 1.ª | 2016-17       | 25            | 0     | 1     | 0     | -     | -     | 26  | 0   |   |
| 1.ª | 2017-18       | 15            | 0     | 1     | 0     | -     | -     | 16  | 0   |   |
| Total club | Total club    | 75            | 0     | 2     | 0     | -     | -     | 77  | 0   |   |
| Total carrera | Total carrera | Total carrera | 477   | 3     | 57    | 0     | 53    | 0   | 587 | 3 |
| (1) Incluye datos de la Copa del Rey / Supercopa de España (2010-11). En caso de equipo filial se refiere a los partidos de play-off (2001-02). (2) Incluye datos de la UEFA Champions League (2002-05) - (2009-10) / UEFA Europa League (2008-09) - (2011-15) o ambas (2010-11) / Supercopa de la UEFA (2014-15) . |               |               |       |       |       |       |       |     |     |   |

## Palmarés

### Campeonatos nacionales
| Título        | Club            | País   | Año  |
| ------------- | --------------- | ------ | ---- |
| Liga española | F. C. Barcelona | España | 2005 |
| Copa del Rey  | Sevilla F. C.   | España | 2010 |

### Copas internacionales
| Título             | Club (*)           | País            | Año  |
| ------------------ | ------------------ | --------------- | ---- |
| Eurocopa           | Selección española | Austria y Suiza | 2008 |
| UEFA Europa League | Sevilla F. C.      | Italia          | 2014 |
| UEFA Europa League | Sevilla F. C.      | Polonia         | 2015 |

(*) Incluyendo la selección.